# Achionaspis kanoi
Achionaspis kanoi är en insektsart som beskrevs av Sadao Takagi 1970. Achionaspis kanoi ingår i släktet Achionaspis och familjen pansarsköldlöss.
Artens utbredningsområde är Taiwan. Inga underarter finns listade i Catalogue of Life.